# Tomáš Šťastný (fotbalista)
Tomáš Šťastný (* 9. září 1966 v Brně) je bývalý československý fotbalista, záložník.

## Fotbalová kariéra
Je odchovancem Žabčic, od žákovského věku působil v Královopolské. V československé lize debutoval 1. září 1988 v domácím zápase Vítkovic se Slavií Praha, celkem v ní odehrál 9 utkání, neskóroval. Později působil v nižších soutěžích v Rakousku a ČR. Hrál také 2. futsalovou ligu za tým Kormidlo Brno, odehrál 4 ročníky, během nichž zasáhl do 51 utkání, neskóroval.

## Trenérská kariéra
Po skončení hráčské kariéry se věnuje trénování, je držitelem nejvyšší trenérské licence UEFA "A". Vedl postupně TJ Sokol Nosislav, SC Poysdorf, Radio CD Neudorf, Willersdorf a v období 2010 – 2012 trénoval TJ Sokol Tasovice v divizi. V sezoně 2015/16 vede FC Miroslav v I. A třídě Jihomoravského kraje – sk. A (6. nejvyšší soutěž).

## Ligová bilance
| Ročník                                   | Zápasy | Góly | Klub              |
| ---------------------------------------- | ------ | ---- | ----------------- |
| 1. československá fotbalová liga 1988/89 | 5      | 0    | TJ Vítkovice      |
| 1. československá fotbalová liga 1990/91 | 4      | 0    | FC Zbrojovka Brno |
| CELKEM                                   | 9      | 0    |                   |